# Händlerschürze

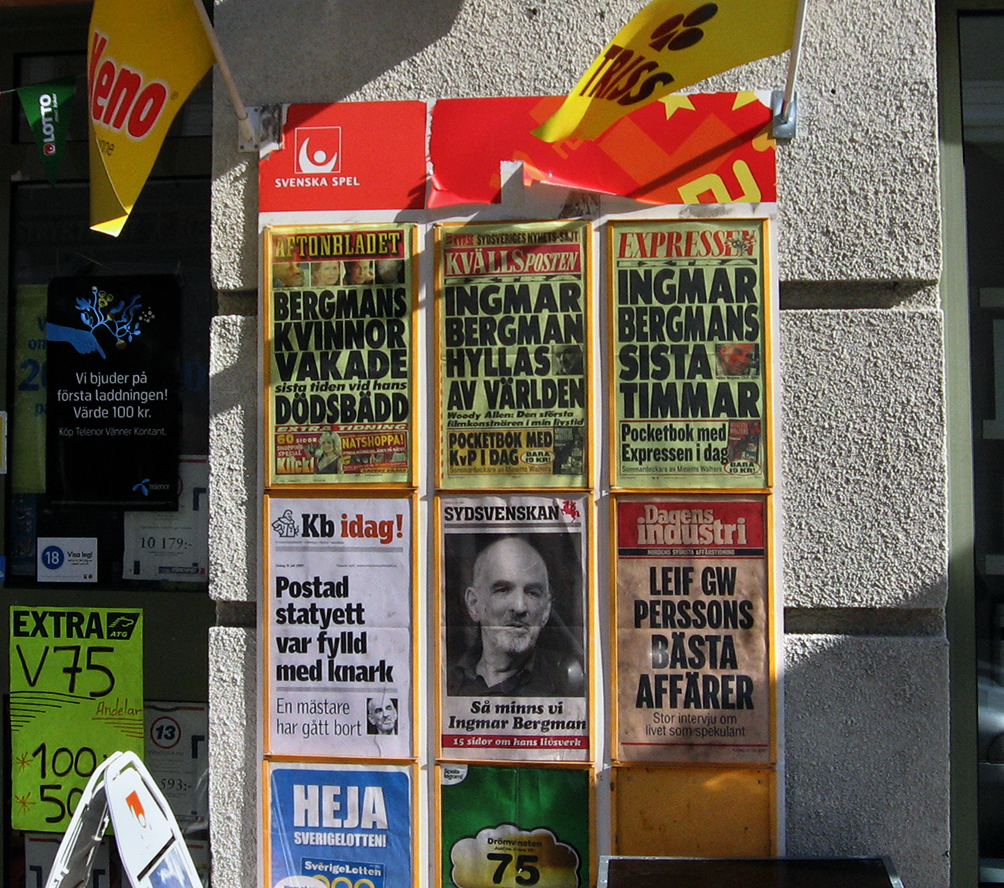
Händlerschürzen am 31. Juli 2007 anlässlich Ingmar Bergmans Tod.

Die Händlerschürze ist ein Plakat, das der Zeitungshändler zusammen mit den Zeitungs- oder Zeitschriftenpaketen vom Verlag geliefert bekommt. 
Auf der Händlerschürze ist ein Artikel aus dem gelieferten Druckwerk mit großen Buchstaben kurz angerissen. Der Händler hängt das Plakat in sein Schaufenster oder in einen speziellen Ständer, um so den Verkauf des Druckerzeugnisses zu steigern.
Eine Händlerschürze wird vielfach auch an Zeitungsverkaufsautomaten (Hoch- oder Querformat, je nach Gerätetyp) angebracht.